# Kaplica Opieki Matki Bożej w Holi
Kaplica pod wezwaniem Opieki Matki Bożej – prawosławna kaplica cmentarna w Holi. Należy do parafii Podwyższenia Krzyża Pańskiego w Horostycie, w dekanacie Chełm diecezji lubelsko-chełmskiej Polskiego Autokefalicznego Kościoła Prawosławnego.
Kaplica znajduje się w starszej, południowej części zabytkowego cmentarza prawosławnego.
Wzniesiona w latach 1846–1847, drewniana, konstrukcji zrębowej, salowa, zamknięta trójbocznie. Wejście poprzedzone czterosłupowym podcieniem, z trójkątnym szczytem zwieńczonym ośmioramiennym krzyżem. Dach kaplicy blaszany, jednokalenicowy.
Kaplica została wpisana do rejestru zabytków 19 maja 1966 pod nr A/45. W 2019 r. obiekt gruntownie wyremontowano.